# Alterswertfaktoren
Alterswertfaktoren sind in Deutschland eine durch die Forstverwaltung im Benehmen mit der Finanzverwaltung veröffentlichte Zahlenreihe als Grundlage für die Berechnung des Alterswertes eines Waldes oder Baumbestandes. Dargestellt wird die Entwicklung des Sachwertes von der Kultur bis zur rechnerischen Endnutzung in Form von Faktoren, die bei Erreichen der Umtriebszeit den Wert 1,00 erreichen. Für verschiedene Baumarten mit unterschiedlichen Massenleistungen, Sorten- und Gütenzusammensetzungen gibt es verschiedene Alterswertfaktoren. Der Alterswert wird über die Blumesche Formel berechnet.